# Guido Frederico João Pabst
Guido Frederico João Pabst (19 de septiembre de 1914, Porto Alegre - 27 de abril de 1980, Río de Janeiro) fue un botánico y orquideólogo brasileño.
Se lureò en Biología en 1939.
En 1958, funda el Herbarium Bradeanum en Río de Janeiro.
En 1969 organiza la revista de orquídeas Bradea.
En 1975 publica, con Fritz Dungs (1915-1977), Orchidaceae Brasiliensis (Ed. Brücke-Verlag Schmersow, Hildesheim ISBN 3-87105-019-9).

## Honores

### Epónimos
género botánico
- (Orchidaceae) Pabstia Garay[1]

Más de 60 especies vegetales
- (Asteraceae) Eremanthus pabstiiG.M.Barroso[2]

- (Asteraceae) Vernonia pabstii (G.M.Barroso) MacLeish[3]

- (Bignoniaceae) Anemopaegma pabstii A.H.Gentry[4]

- (Bromeliaceae) Aechmea pabstii E.Pereira & Moutinho[5]

- (Bromeliaceae) Hohenbergia pabstii L.B.Sm. & Read[6]

- (Bromeliaceae) Macrochordion pabstii (E.Pereira & Moutinho) L.B.Sm. & W.J.Kress[7]

- (Bromeliaceae) Neoregelia pabstiana E.Pereira[8]

- (Bromeliaceae) Vriesea pabstii McWill. & L.B.Sm.[9]

- (Combretaceae) Buchenavia pabstii Marquete Ferreira da Silva & C.Valente[10]

- (Cyatheaceae) Alsophila pabstii Brade[11]

- (Fabaceae) Mimosa pabstiana Barneby[12]

- (Heliconiaceae) Heliconia pabstii Emygdio & E.Santos[13]

- (Iridaceae) Cypella pabstiana Ravenna[14]

- (Malvaceae) Pavonia pabstii Krapov. & Cristóbal[15]

- (Myrtaceae) Campomanesia pabstiana Mattos & D.Legrand[16]

- (Orchidaceae) Anathallis pabstii (Garay) Pridgeon & M.W.Chase[17]

- (Orchidaceae) Baptistonia pabstii (Campacci & C.Espejo) Chiron & V.P.Castro[18]

- (Orchidaceae) Cattleya pabstii (F.E.L.Miranda & K.G.Lacerda) Van den Berg[19]

- (Orchidaceae) Epidendrum pabstii A.D.Hawkes[20]

- (Orchidaceae) Gomesa pabstii (Campacci & C.Espejo) M.W.Chase & N.H.Williams[21]

- (Orchidaceae) Hoffmannseggella pabstii F.E.L.Miranda & K.G.Lacerda[22]

- (Orchidaceae) Isabelia × pabstii (Leinig) Van den Berg & M.W.Chase[23]

- (Orchidaceae) Mormodes pabstiana J.Cardeñas, A.Ramírez & S.Rosillo[24]

- (Solanaceae) Solanum pabstii L.B.Sm. & Downs[25]

- (Velloziaceae) Pleurostima pabstiana (L.B.Sm. & Ayensu) N.L.Menezes[26]

Especies aves paseriformes
- (Furnariidae) Cinclodes pabsti Sick[27]

## Fuente
- Bo Beolens & Michael Watkins. 2003. Whose Bird? Common Bird Names and the People They Commemorate. Yale University Press (New Haven y Londres).